# Hughes OH-6
Der Hughes OH-6 „Cayuse“ ist ein kleiner militärischer Mehrzweckhubschrauber. Die zivilen Varianten der MD-500-Serie (ehemals Hughes 369 und 500) sind derzeit MD 500E, MD 520N und MD 530F.

## Geschichte
Der OH-6 wurde ursprünglich von Hughes Helicopters als extrem manövrierfähiger, leichter Aufklärungshubschrauber für das LOH-Programm (light observation helicopter, dt. leichter Aufklärungshubschrauber) der US Army konzipiert. Die Werksbezeichnung von Hughes lautet Model 369.
Inzwischen werden die Hubschrauber durch Boeings Tochtergesellschaft MD Helicopters hergestellt. 1984 wurde Hughes von McDonnell Douglas übernommen, die wiederum 1997 mit Boeing fusionierten. Damit war der OH-6 das am längsten betriebene Hubschrauberprogramm von Hughes Helicopters.
Der Jungfernflug der OH-6 fand am 27. Februar 1963 statt. Im September 1966 gingen die ersten Einheiten bei der US Army in Dienst. Ihr Einsatzgebiet umfasst mehrere Bereiche wie „Command and Control“, Überwachung, Zielsuche und Aufklärung. Während des Vietnamkrieges wurden von der OH-6 monatlich etwa 100 Einheiten produziert.
Verschiedene Varianten wurden in Lizenz produziert, unter anderem bei Agusta und bei Kawasaki Heavy Industries.

## Varianten

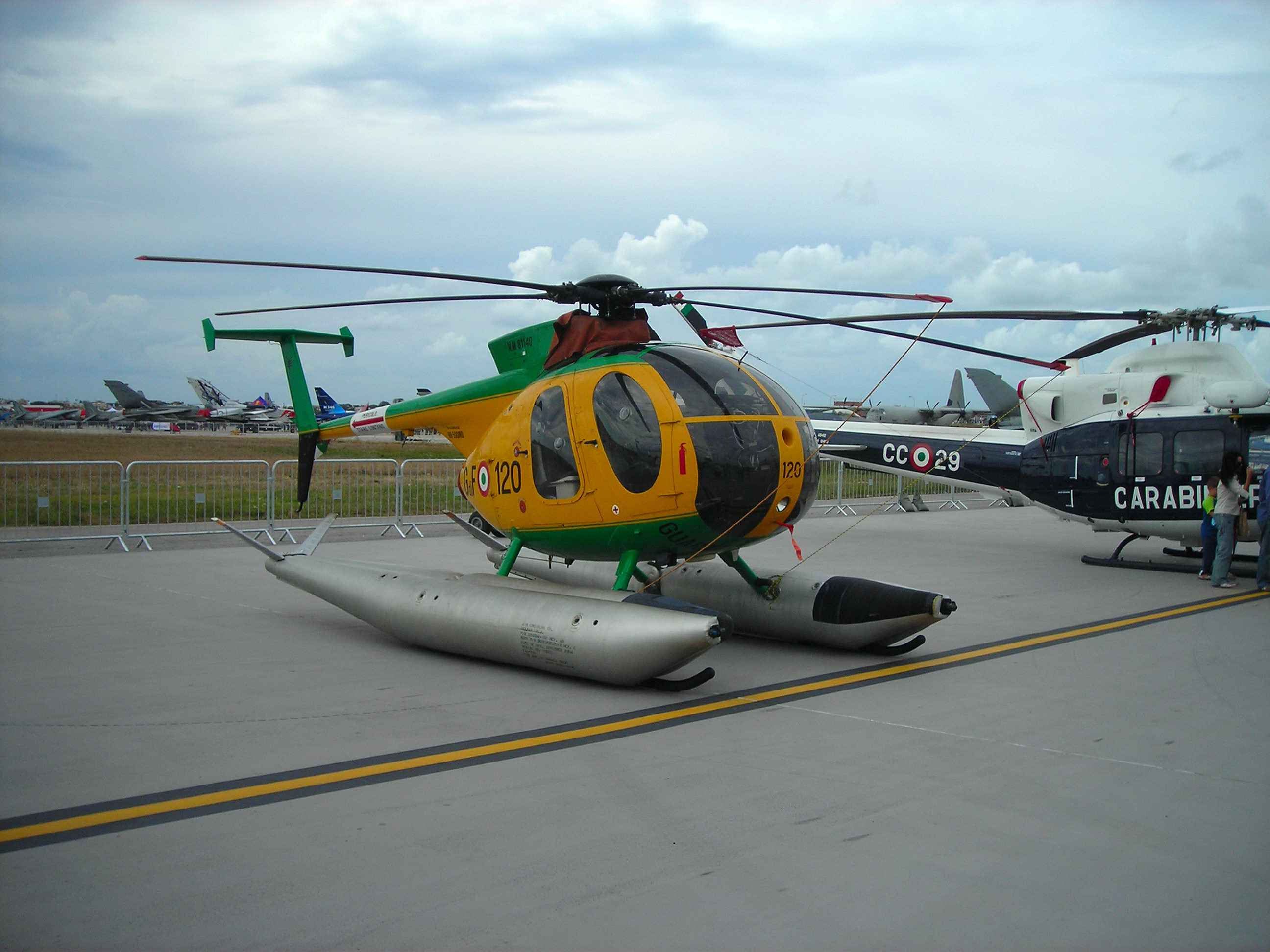
Agusta NH-500E (H-6) der italienischen Guardia di Finanza

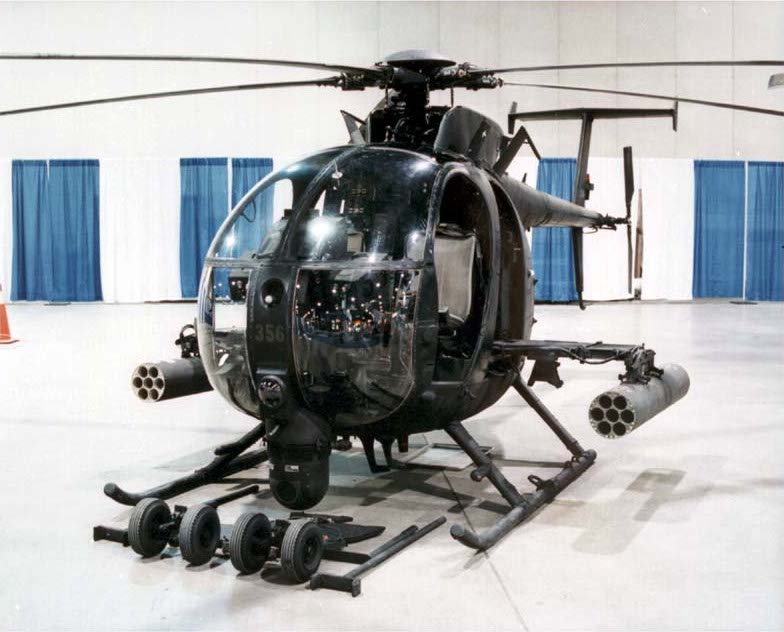
AH-6 „Little Bird“

YOH-6A
Prototyp des Aufklärungshubschraubers für das LOH-Programm
OH-6A „Cayuse“
Basisvariante des Aufklärungshubschraubers der U.S. Army Aviation mit einer Allison-T63-A5A-Turbine.
OH-6A „NOTAR“
Testversion mit einem Heckgebläsesystem anstelle des Heckrotors
OH-6B „Cayuse“
Verbesserte Variante mit einer stärkeren Allison-T63-A-720-Turbine.
OH-6C „Cayuse“
Geplante Variante mit einer 313 kW starken Allison-25-C20-Turbine und fünf Rotorblättern.
OH-6J „Cayuse“
Aufklärungshubschrauber der japanischen Luftwaffe (JGSDF) auf Basis der OH-6A. Produziert wurden die Hubschrauber in Lizenz bei Kawasaki Heavy Industries in Japan.
OH-6D „Cayuse“
Leichter Aufklärungshubschrauber der japanischen Luftwaffe (JGSDF) auf Basis des zivilen Modells Hughes Model 500D. Diese wurden bei Kawasaki Heavy Industries in Japan in Lizenz produziert.
EH-6B „Cayuse“
Variante für Spezialeinheiten und als Führungsleitstelle für die U.S. Army.
NH-500E2 „Cayuse“
Die bei Breda Nardi in Lizenz hergestellten Hubschrauber wurden für die Küstenwache auch mit Schwimmern versehen.
TH-6B „Cayuse“
Als Hubschrauber für das Testpilotentraining bestellte die U.S. Navy eine für ihre Tests zugeschnittene Variante der McDonnell Douglas MD-369H. Bei der United States Naval Test Pilot School wurden diese sechs Hubschrauber für verschiedenste Instrumententest geflogen.

### MH-6Little Bird
Die Version MH-6 Little Bird (M für multi-mission, also Mehrzweckeinsatz) ist für spezielle Militäroperationen modifiziert und bietet auf jeder Seite des Rumpfes eine Sitzplattform, auf der je drei Soldaten Platz finden können. In der Passagierkabine, die Platz für zwei bis drei Personen bietet, befinden sich die Elektronik, Zusatztanks und weiteres Missionszubehör. Diese Variante wurde für das Hubschrauberregiment des US Army Special Operations Command (160th SOAR) entwickelt, das als einzige Einheit den MH-6 für den Transport und zur Unterstützung von Spezialeinheiten wie Delta Force, Navy Seals und Rangers fliegt. Es werden folgende Subvarianten unterschieden:
MH-6B „Little Bird“
MH-6C „Little Bird“
MH-6E „Little Bird“
Variante basierend auf der neueren MD-530.
MH-6M „Little Bird“
Variante basierend auf der neueren MD-530F.

### AH-6
Das Modell AH-6 (A für attack, also Angriff bzw. Kampf) ist vom MH-6 abgeleitet und unterscheidet sich vor allem durch seine Fähigkeit, Waffen zu tragen. Der AH-6 wird mit Gatling-MG vom Typ M134 (Kaliber 7,62 mm) oder Raketenbehältern ausgerüstet. Des Weiteren kann er mit einem 40-mm-Granatwerfer Mk 19, ATAS und Hellfire-Panzerabwehrraketen bestückt werden; Einheiten der Nationalgarde sowie die 160th SOAR haben 2005 damit begonnen, Gegenmaßnahmen zum Schutz vor Flugabwehrraketen nachzurüsten.

### MD 500

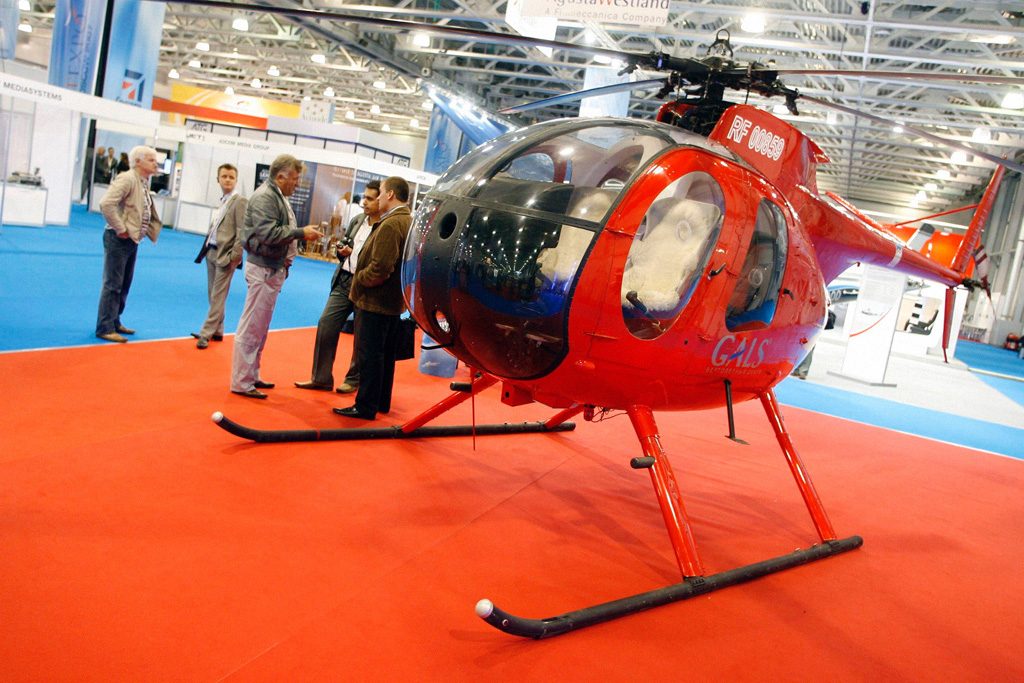
MD 500 auf einer Luftfahrtmesse in Moskau 2007

Das Modell 500 ist eine kommerzielle Variante des OH-6. Es wird seit 1976 von Hughes, heute Boeing, produziert. Das Modell 500 war anfangs für die zivile Luftfahrt entwickelt worden, wurde dann aber doch zum größten Teil militärisch genutzt. Viele Länder haben inzwischen Hubschrauber der 500-Serie erworben, unter anderem Kolumbien, Kenia, Spanien und, auf illegalen Wegen, sogar Nordkorea. Ungefähr 86 Hubschrauber wurden über die deutsche Firma Delta Avia Fluggeräte GmbH (damals mehrheitlich im Besitz zweier US-Bürger) nach Nordkorea verkauft. Südkorea unterhält dagegen eine große Flotte von Modell 500MD/TOW Defender aus eigener Lizenzproduktion. Maschinen des gleichen Typs werden auch von Israel genutzt. Von der privaten Sicherheitsfirma Academi, ehemals Blackwater, wird das Modell 530F Lifter eingesetzt; diese Variante ist auf heißere und trockenere Regionen ausgelegt.

## Militärische Nutzer
(ehemalige und momentane)
- Afghanistan 60 x MD-500F ausgeliefert bis November 2019; genutzt für Aufklärungszwecke und zur Unterstützung der Bodenkämpfe gegen die Taliban. 17 MD-500F flogen die US-Truppen 2021 in die USA. Im August 2024 zeigten die Taliban bei einer Parade am Flugplatz Bagram sechs MD530F.[3][4]
- Argentinien

unter anderem 14 Modell 500M
- Brasilien

unter anderem vier OH-6 zur Pilotenschulung
- Kolumbien

mehrere Versionen, darunter 12 Modell 500M
- Irak

unter anderem 30 Modell 500D
- Israel

30 × MD500 als „Lahatut“ bezeichnete MD-500. Diese hat die IAF bis 2001 als Panzerjäger eingesetzt.
- Italien (Luftwaffe)

46 × NH-500E2 „Defender“
- Japan
- Kenia
- Nordkorea siehe Text
- Südkorea siehe Text
- Spanien
- Taiwan (Marine)

9
- Thailand
- Türkei
- Vereinigte Staaten

früher bis zu 1417 OH-6 Cayuse, heute 18 MH-6 und 18 AH-6
- Algerien
- Bahrain
- Bolivien
- Dänemark
- Dominikanische Republik
- Finnland
- Griechenland
- Haiti
- Jordanien
- Nicaragua
- Nigeria
- El Salvador
- Schweden

## Technische Daten

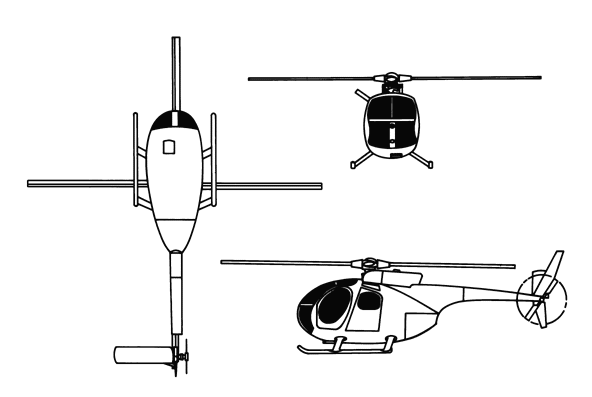
Dreiseitenriss des OH-6A

| Kenngröße             | Daten Hughes OH-6                                    |
| --------------------- | ---------------------------------------------------- |
| Länge                 | 7,01 m                                               |
| Höhe                  | 2,49 m                                               |
| Rotordurchmesser      | 8,05 m                                               |
| max. Startmasse       | 1225 kg                                              |
| max. Außenlast        | 550 kg                                               |
| Triebwerk             | 1 × Wellenturbine Allison T63-A-5A mit 285 Wellen-PS |
| Höchstgeschwindigkeit | ca. 232 km/h (ca. 130 kn)                            |
| Steigleistung         | 8 m/s                                                |
| Reichweite            | 665 km (ca. 410 mi)                                  |

## Bewaffnung
Zuladung bis zu 550 kg an zwei Außenlastträgern

### OH-6
MG-Behälter
- 2 × 7,62-mm-Maschinengewehr U.S. Ordnance M60D mit 200 Schuss Munition
- 2 × XM8-Waffensystem (automatischer 40-mm-Granatwerfer M129 mit 150 Schuss Munition)
- 2 × XM27-Waffensystem mit einem horizontal schwenkbaren 7,62-mm-Maschinengewehr M134 „Minigun“ mit 2000 Schuss Munition.

Ungelenkte Luft-Boden-Raketen
- 2 × LAU-68/A-Raketen-Rohrstartbehälter für je 7 × ungelenkte FFAR-Luft-Boden-Hydra-Raketen; Kaliber 70 mm

### MD-500 Defender
Luft-Luft-Lenkflugkörper
- 2 × Doppel-Lenkwaffenwerfer ATAS (Air To Air Stinger) für je 2 × Raytheon AIM-92 „Stinger“ RMP Block I – infrarotgesteuert für Kurzstrecken

Luft-Boden-Lenkflugkörper
- 2 × ESCO-HeliTOW-Starter für je 2 × (Raytheon BGM-71A „TOW“) – optisch via Draht gesteuert
- 1 × Mark 44 Torpedo
- 2 × Mark-46-Leichtgewichtstorpedo (als U-Boot-Jägervariante)

Ungelenkte Luft-Boden-Raketen
- 2 × LAU-59/A-Raketen-Rohrstartbehälter für je 7 × ungelenkte FFAR-Luft-Boden-Raketen; Kaliber 70 mm (2,75 inch)
- 2 × TBA-68-7-Raketen-Rohrstartbehälter für je 7 × ungelenkte SNEB-Luft-Boden-Raketen; Kaliber 68 mm

### AH-6M
Luft-Boden-Lenkflugkörper (Panzerabwehr-Lenkflugkörper)
- 2 × M299-Lenkwaffen-Aufhängungen für je 2 × Boeing Corp/Martin Marietta AGM-114F/N „Hellfire“ – lasergesteuert

## Trivia
Das zivile Modell Hughes 500 spielte eine regelmäßige Rolle in den Fernsehserien Magnum P.I. und Airwolf aus den 1980er-Jahren.